# Antoni Grodki
Antoni Grodki (ur. ok. 1856, zm. 23 sierpnia 1925) – radca dworu namiestnictwa.
Pełnił funkcję radcą dworu namiestnictwa. Otrzymał tytuły honorowego obywatelstwa miast Rohatyn, Bursztyn i Bołszowce.
Zmarł 23 sierpnia 1925 w wieku 69 lat. 26 sierpnia 1925 został pochowany na Cmentarzu Łyczakowskim we Lwowie.